# آدم‌گریز دم‌سبز
آدم‌گریز دم‌سبز (نام علمی: Pipilo chlorurus) نام یک گونه از سرده آدم‌گریز است.